# 宁格托乌孔格
宁格托乌孔格（Ningthoukhong），是印度曼尼普尔邦Bishnupur县的一个城镇。总人口10446（2001年）。

## 人口
该地2001年总人口10446人，其中男性5206人，女性5240人；0—6岁人口1483人，其中男780人，女703人；识字率66.92%，其中男性为75.45%，女性为58.44%。